# Carex cinerascens
Carex cinerascens är en halvgräsart som beskrevs av Georg Kükenthal. Carex cinerascens ingår i släktet starrar, och familjen halvgräs. Inga underarter finns listade i Catalogue of Life.